# Canon EOS R6
La Canon EOS R6 es una cámara de gama alta sin espejo y de objetivos intercambiables desarrolada por la empresa japonesa Canon.

## Historia
La cámara fue anunciada el 9 de julio de 2020, a un precio inicial de 2.799 €.
Junto con la R6 también se anunciaron más productos como la EOS R5, cuatro nuevos objetivos RF y dos multiplicadores, además de accesorios como una nueva batería (LP-E6NH), una nueva empuñadura de batería y un transmisor WiFi (WFT-R10).

## Características
- Sensor CMOS de fotograma completo de 20,1 megapíxeles[2]
- Grabación de vídeo en 4K de 10 bits a un máximo de 50/60 fps
- Grabación de vídeo 1080p a un máximo de 100/120 fps
- Cobertura de autoenfoque del 100%
- 1.053 puntos de enfoque automático
- Rango de ISO nativo de 100 a 102.400 (ampliable a 204.800)
- Disparo continuo de alta velocidad de hasta 12 fps con el obturador mecánico y la primera cortina electrónica, y de hasta 20 fps con el obturador electrónico
- Estabilización de imagen de 5 ejes en el cuerpo (IBIS) que puede proporcionar hasta 8 paradas de corrección de la vibración
- Dos ranuras para tarjetas de memoria SD UHS-II
- Visor electrónico OLED de 0,5" y 3,69 millones de puntos con una frecuencia de actualización de 120 fps, y pantalla táctil LCD de ángulo variable
- Dual Pixel CMOS AF II
- Conectividad Wi-Fi y Bluetooth integrada
- Empuñadura con batería opcional
- Procesador de imagen DIGIC X

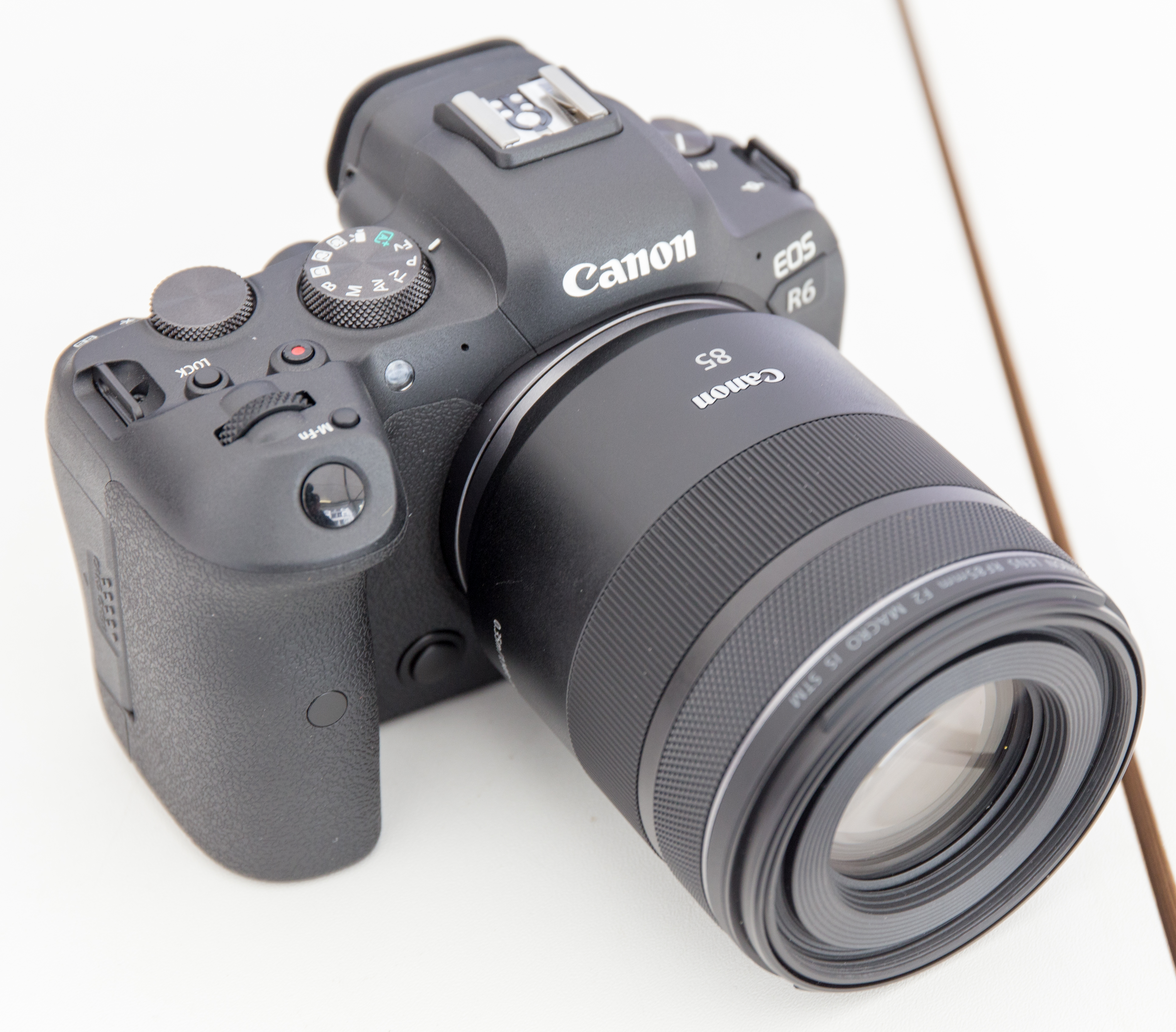
Canon EOS R6 con el objetivo Canon RF 85mm F2 MACRO IS STM
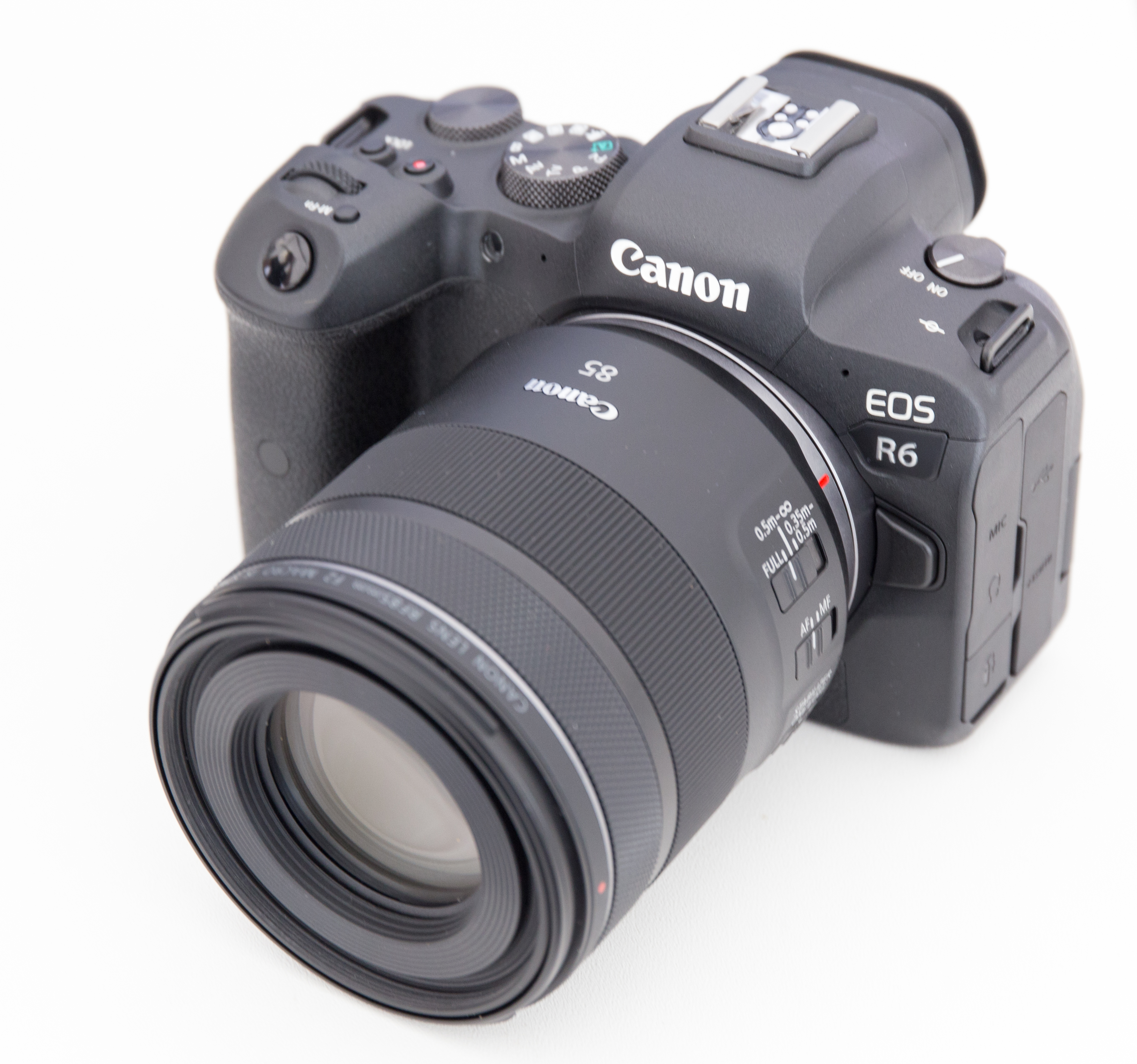
Canon EOS R6 con el objetivo Canon RF 85mm F2 MACRO IS STM
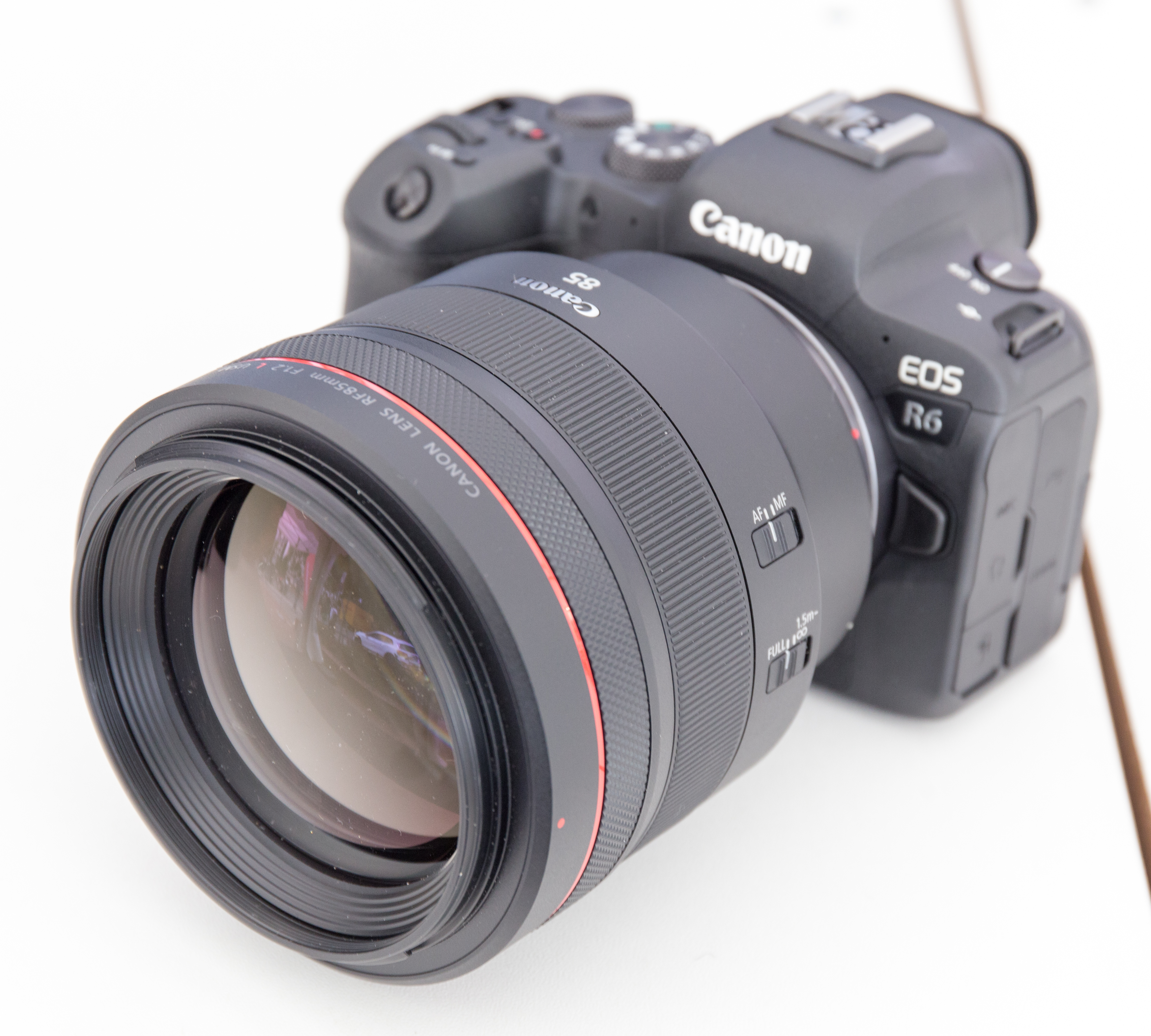
Canon EOS R6 con el objetivo Canon RF 85mm F1.2 L USM
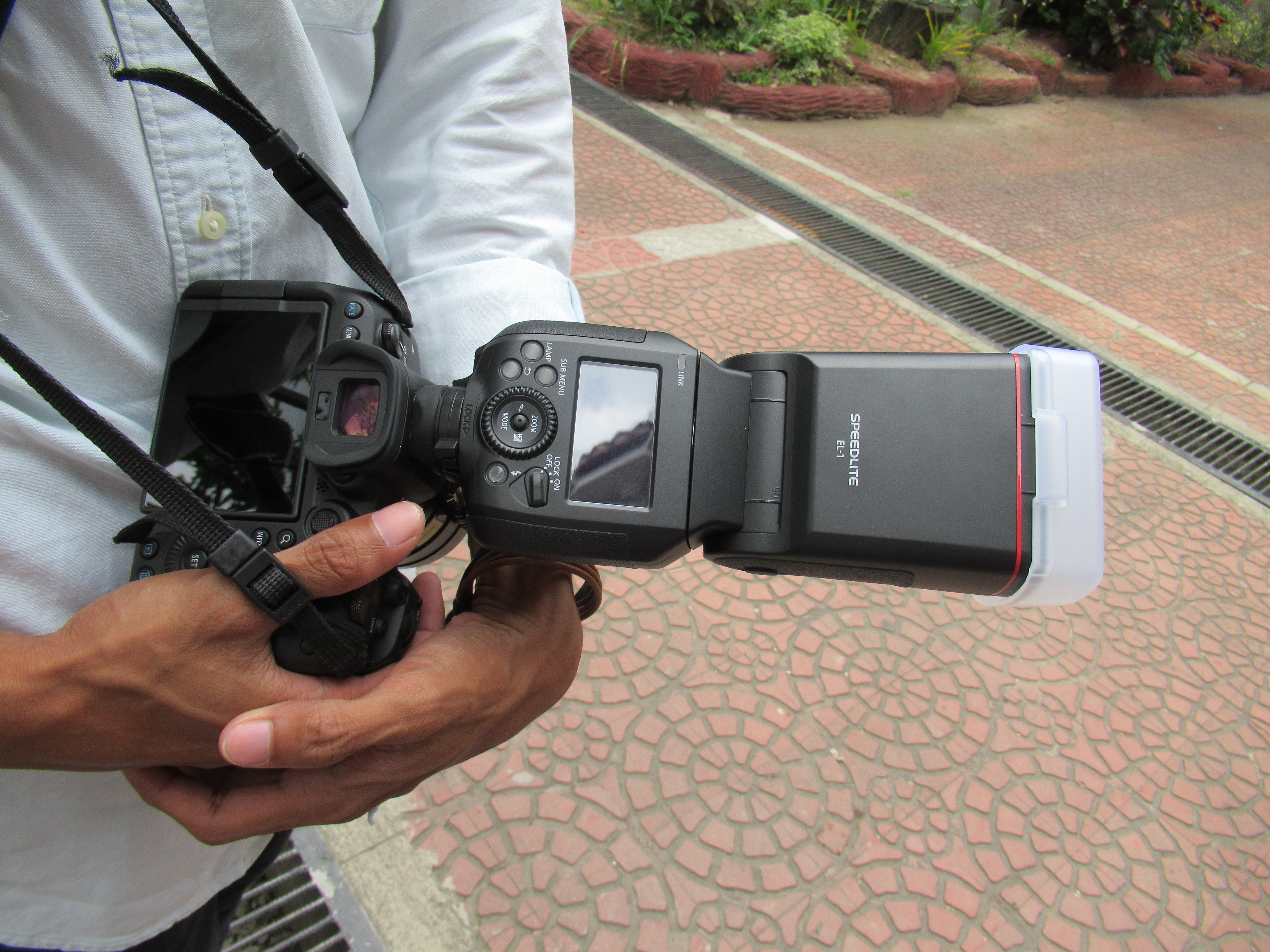
Canon EOS R6 con el flash speedlite EL-1